# Bobby Murdoch
Pour les articles homonymes, voir Murdoch.
Bobby Murdoch, de son nom complet Robert White Murdoch est un footballeur écossais né le 17 août 1944 à Rutherglen et mort le 15 mai 2001 à Glasgow. Il était milieu de terrain.

## Biographie
Il fait partie de la célèbre équipe des Lisbon Lions qui remporta la Coupe des clubs champions européens en 1967 avec le Celtic FC. Il fait partie du Scottish Football Hall of Fame, intronisé lors de son inauguration en 2004.